# Ragamuffins Fool
Ragamuffins Fool, pubblicato negli Stati Uniti anche con il titolo Jackson Heights, è il terzo album del gruppo musicale britannico Jackson Heights, del 1972.

## Descrizione
L'album include una rilettura del brano Chorale (originariamente: Chorale, 3rd Bridge) da The Five Bridges Suite di Keith Emerson (musica) e Lee Jackson (testi), suite contenuta nell'album dal vivo Five Bridges (1970) di The Nice.

## Tracce
Lato A
1. Maureen – 3:50 (Brian Chatton, Lee Jackson, John McBurnie)
2. Oh You Beauty – 4:00 (McBurnie)
3. As She Starts – 3:46 (McBurnie, Chatton)
4. Bebop – 3:56 (McBurnie, Chatton)
5. Catch a Thief – 4:48 (Chatton, Jackson)

Lato B
1. Ragamuffins Fool – 4:20 (McBurnie, Chatton)
2. Chorale (Five Bridges Suite) – 3:20 (Keith Emerson, Jackson)
3. Chips and Chicken – 3:57 (McBurnie, Chatton)
4. Poor Peter – 2:04 (Jackson)
5. Bellyfull of Water – 3:50 (McBurnie, Chatton)

## Formazione
Gruppo
- Brian Chatton – pianoforte, piano elettrico, organo Hammond, mellotron, voce
- Lee Jackson – basso elettrico, chitarre acustiche, percussioni, armonica a bocca, voce
- John McBurnie – chitarre, mellotron, piano, voce

Musicisti ospiti
- Mo Fletcher – contrabbasso (traccia A3)
- Michael Giles – batteria (eccetto: tracce B1, B4)
- Laurie "Gollox" Jay – batteria (traccia B1)
- Mox Gowland – armonica a bocca (traccia B3)
- Keith Harris – banjo (traccia B4)
- Race McCleod – batteria (traccia B4)
- Oli Oliver – violino